# June Anderson
June Anderson (ur. 30 grudnia 1952 w Bostonie) – amerykańska śpiewaczka, sopran.

## Życiorys
Jako dziecko uczyła się śpiewu, w wieku 14 lat wzięła udział w przedstawieniu Die Prinzessin auf der Erbse Ernsta Tocha. W 1970 roku została najmłodszą finalistką konkursu Metropolitan Opera National Auditions. Ukończyła studia w zakresie literatury francuskiej na Yale University (B.A. 1972), następnie uczyła się śpiewu u Roberta Leonarda w Nowym Jorku. Jako śpiewaczka operowa zadebiutowała w 1978 roku w roli Królowej Nocy w Czarodziejskim flecie W.A. Mozarta na deskach New York City Opera. W Europie debiutowała w 1982 roku w tytułowej roli w Semiramidzie Gioacchino Rossiniego w Rzymie. W kolejnych latach pojawiła się na scenie Opéra de Paris (1985, jako Izabela w Robercie Diable Giacomo Meyerbeera), La Scali (1986, jako Amina w Lunatyczce Vincenzo Belliniego) i Covent Garden Theatre (1986, jako Łucja w Łucji z Lammermooru Gaetana Donizettiego). W 1989 roku debiutowała w nowojorskiej Metropolitan Opera rolą Gildy w Rigoletcie Giuseppe Verdiego. W 1994 roku wystąpiła w Zabrzu na koncercie charytatywnym „Serce za serce”.
Zasłynęła wykonaniami partii belcantowych, m.in. jako Desdemona w Otellu, Rozyna w Cyruliku sewilskim, Maria w Córce pułku i Elwira w Purytanach. Występowała też jako śpiewaczka koncertowa. Wykonała partie Królowej Nocy w ścieżce dźwiękowej do filmu Miloša Formana Amadeusz. Dokonała licznych nagrań płytowych dla wytwórni Decca Records i EMI.
Odznaczona francuskim Orderem Sztuki i Literatury w stopniu komandora (1996).